# 福泰
福泰（1643年十月—1649年十月），是大越国后黎朝真宗黎维祐的年号，共计7年。鄭主兼大元帥總國政為文祖清都王鄭梉。

## 纪年
| 福泰 | 元年   | 2年    | 3年    | 4年    | 5年    | 6年    | 7年    |
| 公历 | 1643年 | 1644年 | 1645年 | 1646年 | 1647年 | 1648年 | 1649年 |
| 干支 | 癸未   | 甲申   | 乙酉   | 丙戌   | 丁亥   | 戊子   | 己丑   |